# Računarska teorija uma
U filozofiji uma, računarska teorija uma (енгл. Computational theory of mind, CTM), takođe poznata kao kompjuterizam, je porodica stavova koji smatraju da je ljudski um sistem za obradu informacija i da su spoznaja i svest zajedno oblik računanja. Voren Makaloh i Volter Pits (1943) su prvi sugerisali da je neuronska aktivnost računska. Oni su tvrdili da neuronska izračunavanja objašnjavaju spoznaju. Teoriju je u njenom modernom obliku predložio Hilari Putnam 1967. godine, a razvio ju je njegov doktorant, filozof i kognitivni naučnik Džeri Fodor tokom 1960-ih, 1970-ih i 1980-ih. Bio je žestoko osporavan u analitičkoj filozofiji 1990-ih zbog radova samog Putnama, Džona Sirla i drugih.
Računarska teorija uma smatra da je um računarski sistem koji se realizuje (tj. fizički implementira) neuronskom aktivnošću u mozgu. Teorija se može razraditi na mnogo načina i u velikoj meri varira u zavisnosti od toga kako se razume termin računanje. Računanje se obično shvata u smislu Tjuringovih mašina koje manipulišu simbolima prema pravilu, u kombinaciji sa unutrašnjim stanjem mašine. Kritični aspekt takvog računarskog modela je da je moguće da se apstrahuje od određenih fizičkih detalja mašine koja sprovodi proračun. Na primer, odgovarajuće izračunavanje može da se sprovede ili pomoću silicijumskih čipova ili bioloških neuronskih mreža, sve dok postoji niz izlaza zasnovanih na manipulacijama ulaza i unutrašnjih stanja, izvršenih u skladu sa pravilom. CTM stoga smatra da um nije jednostavno analogan kompjuterskom programu, već da je doslovno računarski sistem.
Često se kaže da računarske teorije uma zahtevaju mentalno predstavljanje jer 'unos' u proračun dolazi u obliku simbola ili reprezentacija drugih objekata. Računar ne može da izračuna stvarni objekat, ali mora da interpretira i predstavlja objekat u nekom obliku, a zatim da izračuna reprezentaciju. Računarska teorija uma je povezana sa teorijom reprezentacije uma po tome što obe zahtevaju da mentalna stanja budu reprezentacije. Međutim, teorija reprezentacije uma pomera fokus na simbole kojima se manipuliše. Ovaj pristup bolje objašnjava sistematičnost i produktivnost. U originalnim Fodorovim pogledima, računarska teorija uma je takođe povezana sa jezikom misli. Jezik teorije misli omogućava umu da obrađuje složenije predstave uz pomoć semantike. 
Nedavni radovi sugerišu da pravimo razliku između uma i spoznaje. Na osnovu tradicije Makaloha i Pitsa, računarska teorija kognicije (CTC) navodi da neuronska izračunavanja objašnjavaju kogniciju. Računarska teorija uma tvrdi da su ne samo spoznaja, već i fenomenalna svest ili kvalija, računarski. Odnosno, CTM podrazumeva CTC. Dok bi fenomenska svest mogla da ispuni neku drugu funkcionalnu ulogu, kompjuterska teorija saznanja ostavlja otvorenu mogućnost da neki aspekti uma mogu biti neračunarski. CTC, stoga, pruža važan okvir objašnjenja za razumevanje neuronskih mreža, izbegavajući kontraargumente koji se usredsređuju na fenomensku svest.

## Literatura
- Block, Ned, ур. (1983). Readings in Philosophy of Psychology. 1. Cambridge, Massachusetts: Harvard University Press.
- Chalmers, David (2011). „A computational foundation for the study of cognition”. Journal of Cognitive Science. 12 (4): 323—357.
- Crane, Tim (2003). The Mechanical Mind: A Philosophical Introduction to Minds, Machines, and Mental Representation. New York: Routledge.
- Fodor, Jerry (1975). The Language of Thought. Cambridge, Massachusetts: MIT Press.
- Fodor, Jerry (1995). The Elm and the Expert: Mentalese and Its Semantics. Cambridge, Massachusetts: MIT Press.
- Fodor, Jerry (1998). Concepts: Where Cognitive Science Went Wrong. Oxford and New York: Oxford University Press.
- Fodor, Jerry (2000). The Mind Doesn't Work That Way: The Scope and Limits of Computational Psychology. Cambridge, MA: MIT Press.
- Fodor, Jerry (2010). LOT2: The Language of Thought Revisited. Oxford and New York: Oxford University Press.
- Harnad, Stevan (1994). „Computation Is Just Interpretable Symbol Manipulation: Cognition Isn't”. Minds and Machines. 4 (4): 379—390. S2CID 230344. doi:10.1007/bf00974165.
- Marr, David (1981). Vision: A Computational Investigation into the Human Representation and Processing of Visual Information. Cambridge, Massachusetts: MIT Press.
- Piccinini, Gualtiero (2015). Physical Computation: A Mechanistic Account. Oxford University Press.
- Pinker, Steven (1997). How the Mind Works. Norton. ISBN 978-0393045352.
- Putnam, Hilary (1979). Philosophical Papers: Mathematics, Matter, and Method. 1. Cambridge, Massachusetts: MIT Press.
- Putnam, Hilary (1995). Renewing Philosophy. Cambridge, Massachusetts: Harvard University Press.
- Pylyshyn, Zenon (1984). Computation and Cognition. Cambridge, Massachusetts: MIT Press.
- Searle, John (1992). The Rediscovery of the Mind. Cambridge, Massachusetts: MIT Press.
- Zalta, Edward N. (ур.). „The Computational Theory of Mind”. Stanford Encyclopedia of Philosophy.

## Spoljašnje veze
- Računarska teorija uma на веб-сајту InPho
- Računarska teorija uma на веб-сајту PhilPapers
- Online papers on consciousness, part 2: Other Philosophy of Mind, compiled by David Chalmers